# Zelotes flavens
Zelotes flavens är en spindelart som först beskrevs av Ludwig Carl Christian Koch 1873.  Zelotes flavens ingår i släktet Zelotes och familjen plattbuksspindlar.
Artens utbredningsområde är Western Australia. Inga underarter finns listade i Catalogue of Life.